# Ren Osugi
Ren Osugi (大杉 漣 Ōsugi Ren?), nacido Takashi Osugi (大杉 孝 Ōsugi Takashi?) Komatsushima, Tokushima, 27 de septiembre de 1951 – 21 de febrero de 2018} fue un actor japonés. Por su trabajo en Cure, Hana-bi y otros films, Osugi se le concedió el Premio al mejor actor secundario en el Festival de cine Yokohama de 1999. Trabajó frecuentemente con Takeshi Kitano y Susumu Terajima. El director Takashi Miike dijo que admiraba la experiencia de Osugi para pasar rápidamente de cómico e imbécil a autoritario y serio. Falleció de insuficiencia cardíaca a los 66 años el 21 de febrero de 2018.